# Кубок Америки по волейболу
Кубок Америки по волейболу — соревнования для мужских национальных волейбольных сборных команд стран Америки, проводившиеся до 2008 года под эгидой Конфедерации волейбола NORCECA и Южноамериканской конфедерации волейбола (CSV).
Первый розыгрыш Кубка Америки по волейболу состоялся в 1998 году в Буэнос-Айресе (Аргентина). Турнир проводился нерегулярно. В соревнованиях принимали участие по три сильнейшие мужские национальные сборные команды от NORCECA и Южной Америки. Страны NORCECA с 2006 проводили отборочный турнир к Кубку Америки в рамках Панамериканского Кубка. Южноамериканские участники турнира определялись по континентальному рейтингу.
Соревнования состояли из предварительного и финального этапов. На предварительном команды делились на две группы по три команды и играли по кругу. По две лучшие сборные из групп выходили в 1/2 финала. Далее по системе плей-офф разыгрывались места с 1-го по 4-е.
Наибольшее количество раз в Кубке Америки побеждали сборные Бразилии — 3 раза, Кубы и США — по два раза.
С 2010 года сильнейшие мужские волейбольные команды двух континентальных конфедераций Америки принимают участие в розыгрыше Панамериканского Кубка, получившего статус отборочного турнира к Мировой лиге (до 2009 участниками Панамериканского Кубка были только сборные стран-членов NORCECA).

## Призёры Кубка Америки
| Год  | Место проведения                 | 1-е место | 2-е место | 3-е место |
| ---- | -------------------------------- | --------- | --------- | --------- |
| 1998 | Аргентина                        | Бразилия  | Аргентина | Куба      |
| 1999 | США                              | Бразилия  | США       | Аргентина |
| 2000 | Сан-Бернарду-ду-Кампу (Бразилия) | Куба      | Бразилия  | США       |
| 2001 | Буэнос-Айрес (Аргентина)         | Бразилия  | Куба      | Аргентина |
| 2005 | Сан-Леополду (Бразилия)          | США       | Бразилия  | Куба      |
| 2007 | Манаус (Бразилия)                | США       | Бразилия  | Куба      |
| 2008 | Куяба (Бразилия)                 | Куба      | Бразилия  | Венесуэла |